# Lista de cruzadores blindados da Alemanha

Litografia do Fürst Bismarck, o primeiro cruzador blindado construído pela Alemanha

A Marinha Imperial Alemã construiu uma série de cruzadores blindados nas décadas de 1890 e 1900. O primeiro foi o SMS Fürst Bismarck, construído para serviço em águas territoriais e no estrangeiro pois limitações orçamentárias impediram navios destinados a uma dessas funções específicas. Foi seguido pelo SMS Prinz Heinrich, menor e menos poderoso mas cujo projeto serviu de base para todos os cruzadores blindado seguintes. Foi sucedido pela Classe Prinz Adalbert e pela Classe Roon, que incorporaram apenas algumas mudanças incrementais em seus projetos. Depois veio a Classe Scharnhorst, concebida para poder atuar na linha de batalha junto com os couraçados. Por fim, o último cruzador blindado alemão foi o SMS Blücher, projetado a partir de presunções errôneas sobre as especificações de novos navios britânicos.
Os cruzadores blindados alemães tiveram carreiras tranquilas em tempos de paz, ocupando-se de exercícios e cruzeiros. O Fürst Bismarck ajudou em 1900 na subjugação do Levante dos Boxers na China. A Primeira Guerra Mundial começou em 1914 e as embarcações envolveram-se em várias operações, principalmente no Mar do Norte e no Mar Báltico, participando de bombardeios litorâneos e ações contra britânicos e russos. O SMS Yorck e SMS Friedrich Carl afundaram em novembro, ambos após baterem em minas, o Blücher foi afundado em janeiro de 1915 na Batalha de Dogger Bank e o SMS Prinz Adalbert torpedeado em outubro. Enquanto isso, o SMS Scharnhorst e SMS Gneisenau estavam no Sudeste Asiático, atravessando o Oceano Pacífico e indo para o Oceano Atlântico, sendo afundados em dezembro de 1914 na Batalha das Malvinas. Os cruzadores sobreviventes foram tirados de serviço em 1916 e desmontados após o fim da guerra.
| Armas principais | Número e tamanho dos canhões da bateria principal         |
| Deslocamento     | Deslocamento do navio totalmente carregado                |
| Propulsão        | Número e tipo do sistema de propulsão e velocidade máxima |
| Batimento        | Data em que o batimento de quilha ocorreu                 |
| Lançamento       | Data em que o navio foi lançado ao mar                    |
| Comissionamento  | Data em que o navio foi comissionado em serviço           |
| Destino          | Fim que o navio teve                                      |

## SMSFürst Bismarck

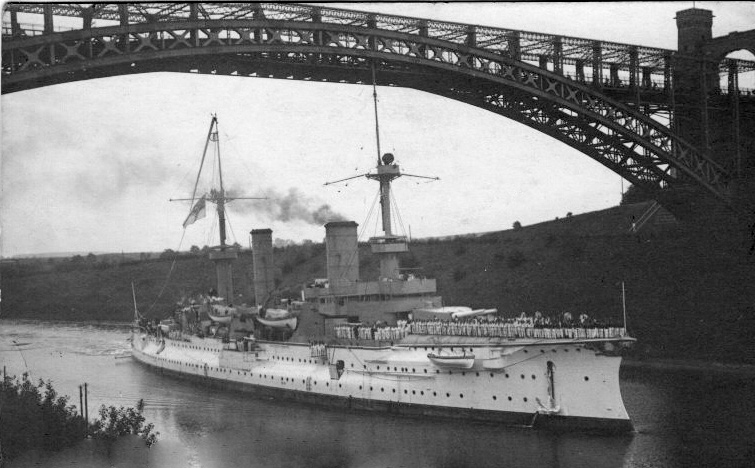
O SMS Fürst Bismarck em 1909

A Marinha Imperial Alemã, no final do século XIX, queria construir cruzadores destinados apenas para serviço com a frota em águas territoriais ou para serviço estrangeiro nas colônias, mas restrições orçamentárias forçaram projetos que pudessem desempenhar as duas funções. O Fürst Bismarck foi o primeiro cruzador blindado alemão e seu projeto foi baseado nos cruzadores protegidos da Classe Victoria Louise, mas com um deslocamento duas vezes maior e com um armamento significativamente mais poderoso.
O Fürst Bismarck passou a maior parte de sua carreira integrando a Esquadra da Ásia Oriental. O Levante dos Boxers começou na China no final de 1899 e o navio ajudou na subjugação dos rebeldes, enviando equipes de desembarque e participando de bloqueios. Depois disso teve uma carreira tranquila, passando os anos seguintes realizando exercícios de rotina e viagens diplomáticas para portos da região. Voltou para a Alemanha em 1909 e passou por uma modernização, com os trabalhos terminando pouco antes do início da Primeira Guerra Mundial em 1914. Foi usado como navio-escola durante todo o conflito e foi desmontado entre 1919 e 1920.
| Navio              | Armas principais | Deslocamento | Propulsão                                      | Serviço       | Serviço          | Serviço         | Serviço               |
| Navio              | Armas principais | Deslocamento | Propulsão                                      | Batimento     | Lançamento       | Comissionamento | Destino               |
| ------------------ | ---------------- | ------------ | ---------------------------------------------- | ------------- | ---------------- | --------------- | --------------------- |
| SMS Fürst Bismarck | 4 × 240 mm       | 11 460 t     | 3 motores de tripla-expansão; 18 nós (33 km/h) | abril de 1896 | setembro de 1897 | abril de 1900   | Desmontado em 1919–20 |

## SMSPrinz Heinrich

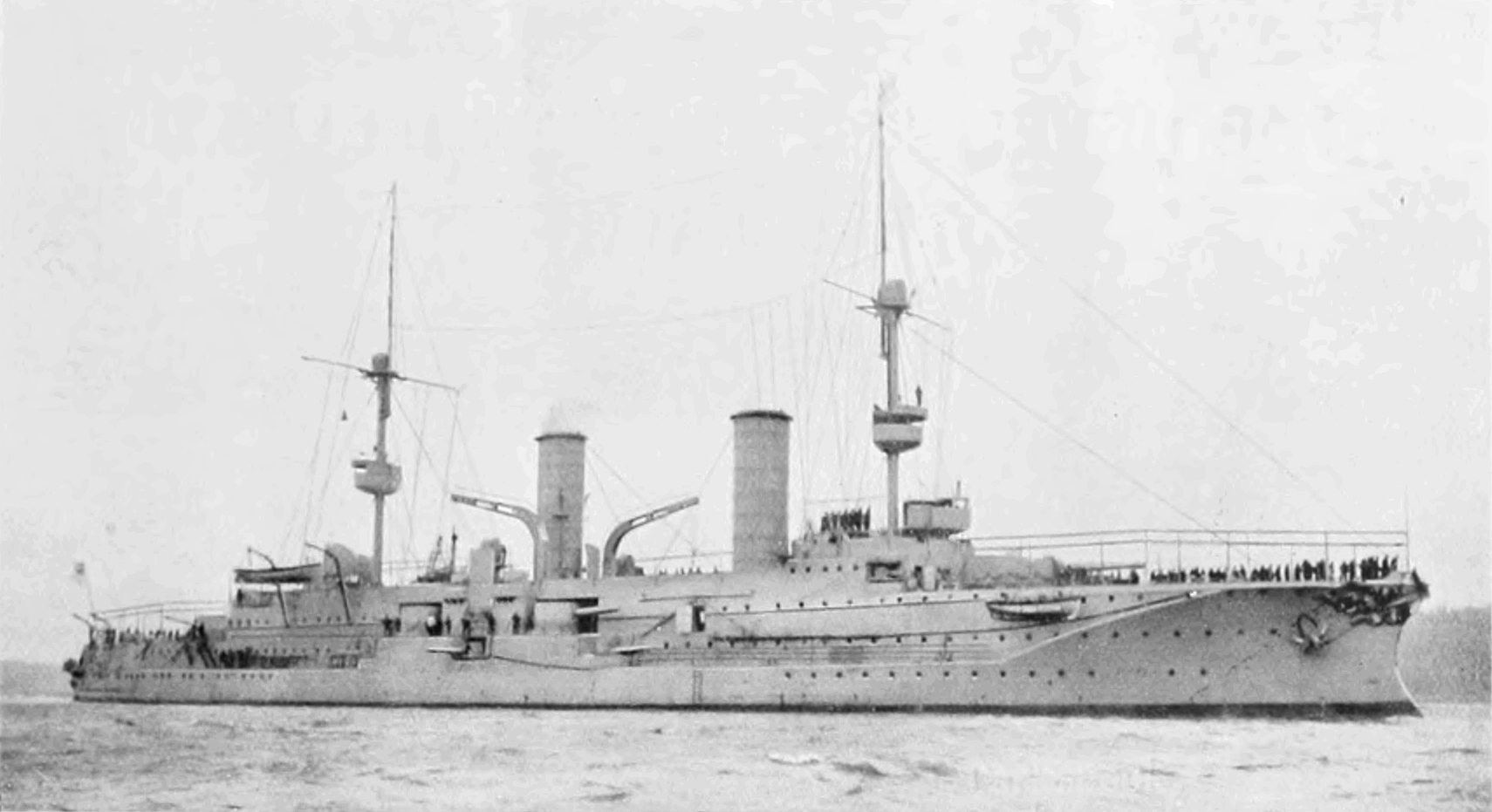
O SMS Prinz Heinrich em 1902

O projeto do Prinz Heinrich foi baseado no seu predecessor Fürst Bismarck, porém teve seu tamanho reduzido em aproximadamente 1,5 mil toneladas por limitações orçamentárias. Esta diminuição foi alcançada por meio da redução da espessura total da blindagem, redução do número dos canhões da bateria principal e também redução do número de armas da bateria secundária. Além disso, diferentemente do Fürst Bismarck, o cruzador não foi construído com a intenção de servir no estrangeiro. Seu projeto final acabou mostrando-se influente, com todos os cruzadores blindados alemães seguintes sendo desenvolvimentos do Prinz Heinrich.
O cruzador passou seus primeiros anos de serviço ocupando-se de exercícios de rotina e algumas viagens internacionais. Foi tirado de serviço em 1906 e mantido na reserva até 1908, quando foi reativado para atuar como navio-escola de artilharia. Passou por uma modernização em 1914 que terminou dias antes do início da Primeira Guerra Mundial. Foi primeiro colocado na defesa litorânea do Mar do Norte, mas depois transferido para o Mar Báltico. Deu apoio para operações contra forças russas na região, incluindo ataques contra Libau e o Golfo de Riga. Foi descomissionado e desarmado em 1916, sendo usado em funções secundárias até o fim da guerra. Foi desmontado em 1920.
| Navio              | Armas principais | Deslocamento | Propulsão                                      | Serviço          | Serviço       | Serviço         | Serviço            |
| Navio              | Armas principais | Deslocamento | Propulsão                                      | Batimento        | Lançamento    | Comissionamento | Destino            |
| ------------------ | ---------------- | ------------ | ---------------------------------------------- | ---------------- | ------------- | --------------- | ------------------ |
| SMS Prinz Heinrich | 2 × 240 mm       | 9 800 t      | 3 motores de tripla-expansão; 20 nós (37 km/h) | dezembro de 1898 | março de 1900 | março de 1902   | Desmontado em 1920 |

## ClassePrinz Adalbert

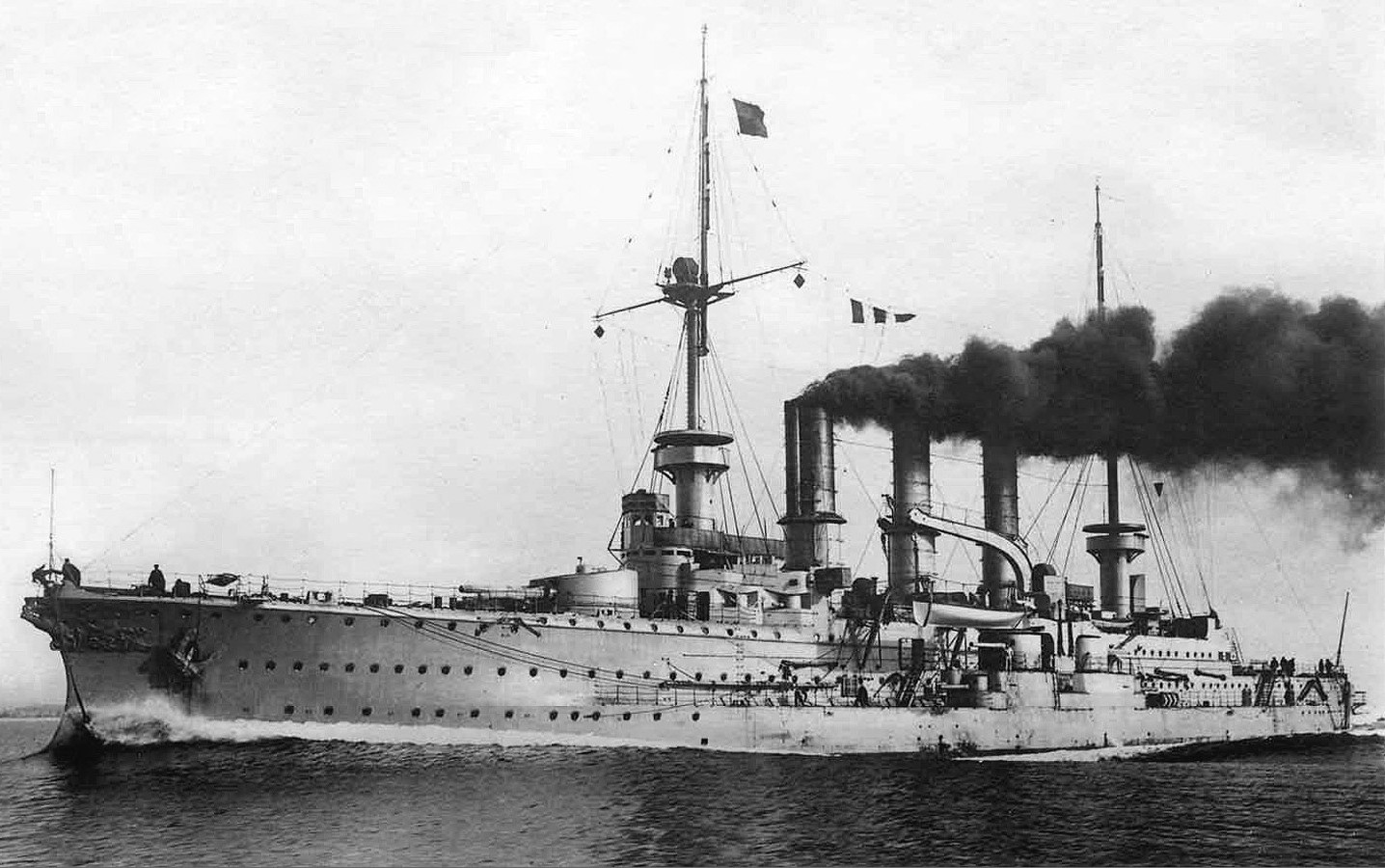
O SMS Prinz Adalbert antes de 1914

O projeto da Classe Prinz Adalbert foi baseado no predecessor Prinz Heinrich, mas incorporando alguns aprimoramentos incrementais. O tamanho dos canhões principais foi reduzido de 240 para 210 milímetros, mas em compensação o número de armas foi aumentado de dois para quatro, enquanto o esquema de blindagem foi ampliado com o objetivo de proteger mais áreas da embarcação. Além disso, um novo e mais potente sistema de propulsão foi implementado que permitiu um ligeiro aumento na velocidade máxima.
O Prinz Adalbert serviu como navio-escola de artilharia durante todo seu serviço em tempos de paz, enquanto o Friedrich Carl começou servindo na frota ativa mas depois também se tornou um navio-escola. Com o início da Primeira Guerra Mundial, o Friedrich Carl foi enviado para o Báltico, porém afundou em novembro de 1914 depois de bater em uma mina naval russa. Já o Prinz Adalbert começou dando apoio para a Frota de Alto-Mar em operações no Mar do Norte, mas depois foi transferido para o Báltico e participou de ações contra a Marinha Imperial Russa. Foi afundado em outubro de 1915 depois de ser torpedeado pelo submarino britânico HMS E8.
| Navio              | Armas principais | Deslocamento | Propulsão                                      | Serviço        | Serviço       | Serviço          | Serviço          |
| Navio              | Armas principais | Deslocamento | Propulsão                                      | Batimento      | Lançamento    | Comissionamento  | Destino          |
| ------------------ | ---------------- | ------------ | ---------------------------------------------- | -------------- | ------------- | ---------------- | ---------------- |
| SMS Prinz Adalbert | 4 × 210 mm       | 9 875 t      | 3 motores de tripla-expansão; 20 nós (37 km/h) | abril de 1900  | junho de 1901 | janeiro de 1904  | Afundado em 1915 |
| SMS Friedrich Carl | 4 × 210 mm       | 9 875 t      | 3 motores de tripla-expansão; 20 nós (37 km/h) | agosto de 1901 | junho de 1902 | dezembro de 1903 | Afundado em 1914 |

## ClasseRoon

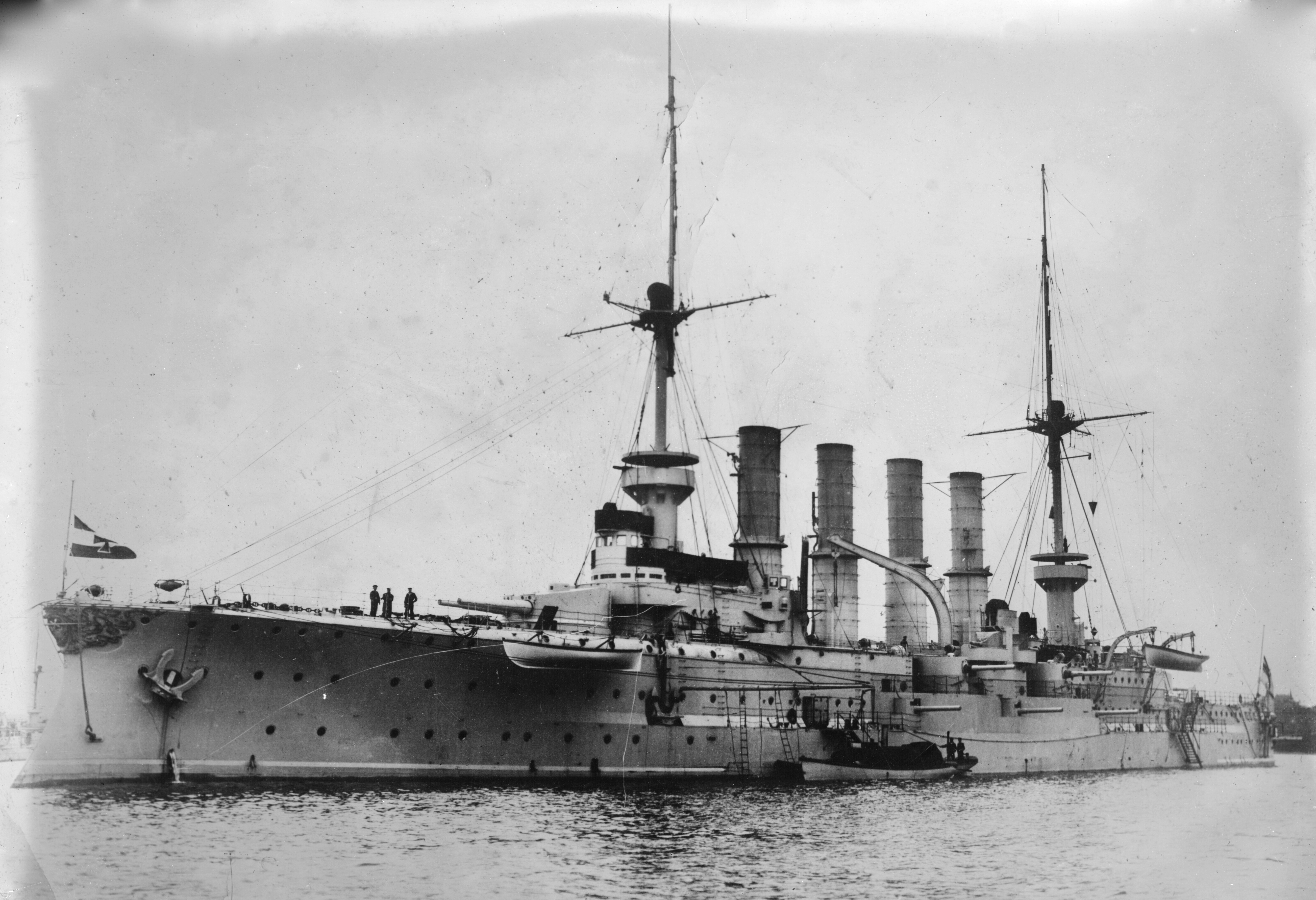
O SMS Roon em 1907

O Projeto da Classe Roon era quase uma repetição da predecessora Classe Prinz Adalbert, com a principal mudança sendo a adição de duas caldeiras que tinham o objetivo de aumentar a potência do sistema de propulsão e consequentemente a velocidade máxima. Isto por sua vez levou a um ligeiro aumento no comprimento de fora a fora das embarcações. Entretanto, os cruzadores não foram capazes de alcançar suas velocidades máximas projetadas, resultado de uma razão de comprimento para boca insuficiente.
Os navios passaram suas carreiras em tempos de paz com as forças de reconhecimento da Frota de Alto-Mar, ocupando-se de exercícios e cruzeiros internacionais. O Roon foi descomissionado em 1911 e o Yorck em 1913, mas ambos foram trazidos de volta ao serviço ativo após o início da Primeira Guerra Mundial em 1914. Foram designados para as forças de reconhecimento no Mar do Norte. O Yorck naufragou em novembro ao retornar de uma operação, quando um erro de navegação o fez bater em duas minas alemãs. O Roon foi para o Báltico em 1915 atuar contra os russos, participando de ataques contra Libau e o Golfo de Riga. Foi descomissionado e desarmado em 1916, sendo usado como navio-escola e alojamento flutuante pelo restante da guerra. Foi desmontado em 1921.
| Navio     | Armas principais | Deslocamento | Propulsão                                      | Serviço        | Serviço       | Serviço          | Serviço            |
| Navio     | Armas principais | Deslocamento | Propulsão                                      | Batimento      | Lançamento    | Comissionamento  | Destino            |
| --------- | ---------------- | ------------ | ---------------------------------------------- | -------------- | ------------- | ---------------- | ------------------ |
| SMS Roon  | 4 × 210 mm       | 10 265 t     | 3 motores de tripla-expansão; 20 nós (37 km/h) | agosto de 1902 | junho de 1903 | abril de 1906    | Desmontado em 1921 |
| SMS Yorck | 4 × 210 mm       | 10 265 t     | 3 motores de tripla-expansão; 20 nós (37 km/h) | abril de 1903  | maio de 1904  | novembro de 1905 | Afundado em 1914   |

## ClasseScharnhorst

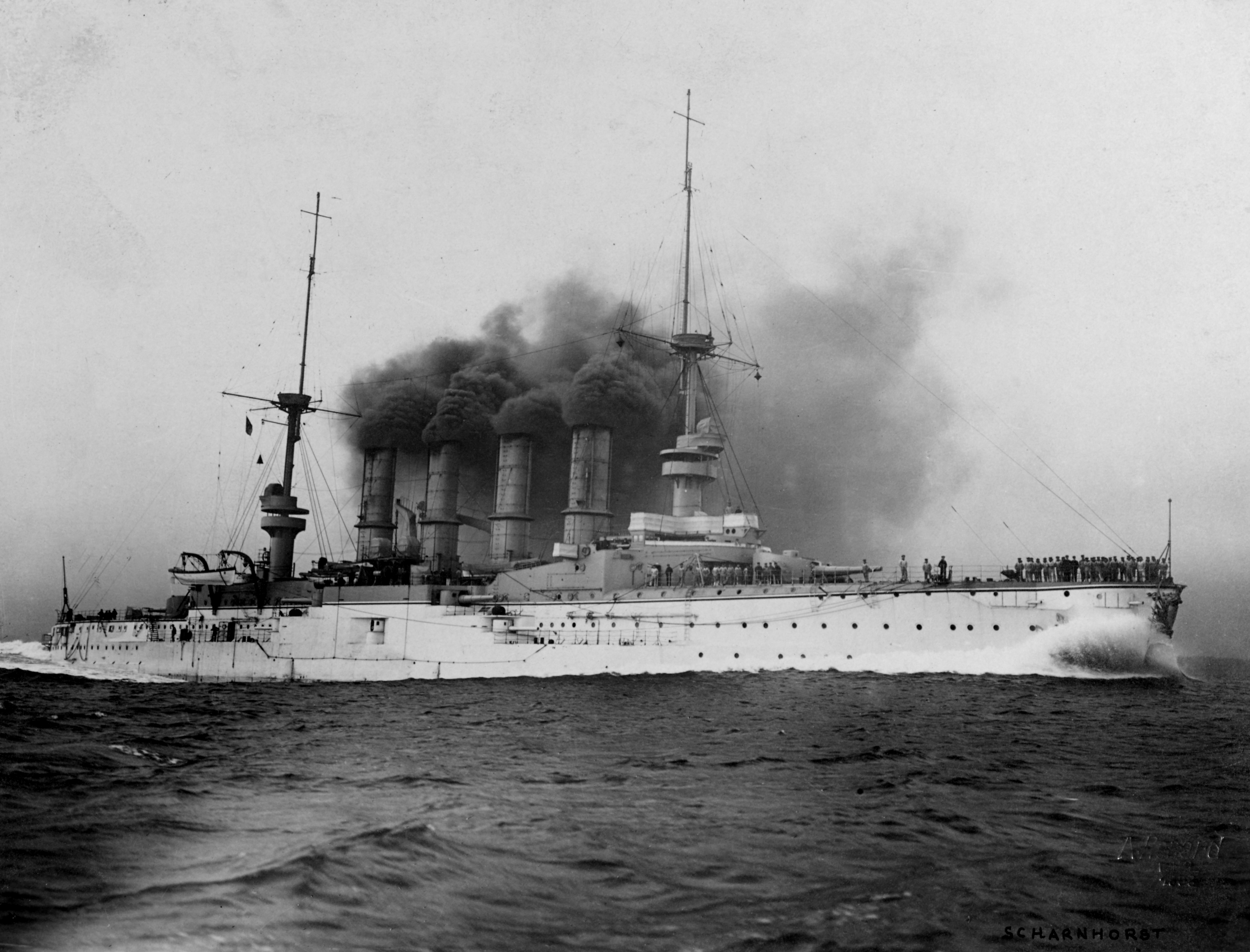
O SMS Scharnhorst em 1907

A Classe Scharnhorst foi projetada para poder atuar na linha de batalha caso os couraçados fossem danificados, uma consideração inédita até então no desenvolvimento de cruzadores blindados alemães. Isto exigiu um aumento no tamanho das embarcações, o que por sua vez permitiu que o número de canhões principais dobrasse de quatro para oito, que a espessura do cinturão principal de blindagem aumentasse e que um sistema de propulsão mais potente fosse adotado, permitindo um aumento na velocidade máxima.
Os dois navios brevemente serviram com as forças de reconhecimento da Frota de Alto-Mar ao entrarem em serviço, mas pouco depois foram transferidos para a Esquadra da Ásia Oriental, o Scharnhorst em 1909 e o Gneisenau em 1910. Pelos anos seguintes os navios atuaram pelo Sudeste Asiático, visitando portos estrangeiros e também agindo em resposta a agitações na região. A Primeira Guerra Mundial começou em 1914 e os dois navios, junto com o resto da Esquadra da Ásia Oriental, atravessaram o Oceano Pacífico até o litoral da América do Sul, encontrando e derrotando-a uma esquadra britânica em novembro na Batalha de Coronel. Os navios seguiram para o Oceano Atlântico com o objetivo de atacar as Malvinas, mas foram emboscados em dezembro pelos britânicos. Na resultante Batalha das Malvinas, o Scharnhorst e Gneisenau foram afundados pelos cruzadores de batalha HMS Invincible e HMS Inflexible.
| Navio           | Armas principais | Deslocamento | Propulsão                                      | Serviço          | Serviço       | Serviço         | Serviço           |
| Navio           | Armas principais | Deslocamento | Propulsão                                      | Batimento        | Lançamento    | Comissionamento | Destino           |
| --------------- | ---------------- | ------------ | ---------------------------------------------- | ---------------- | ------------- | --------------- | ----------------- |
| SMS Scharnhorst | 8 × 210 mm       | 12 985 t     | 3 motores de tripla-expansão; 22 nós (41 km/h) | março de 1905    | março de 1906 | outubro de 1907 | Afundados em 1914 |
| SMS Gneisenau   | 8 × 210 mm       | 12 985 t     | 3 motores de tripla-expansão; 22 nós (41 km/h) | dezembro de 1904 | junho de 1906 | março de 1908   | Afundados em 1914 |

## SMSBlücher

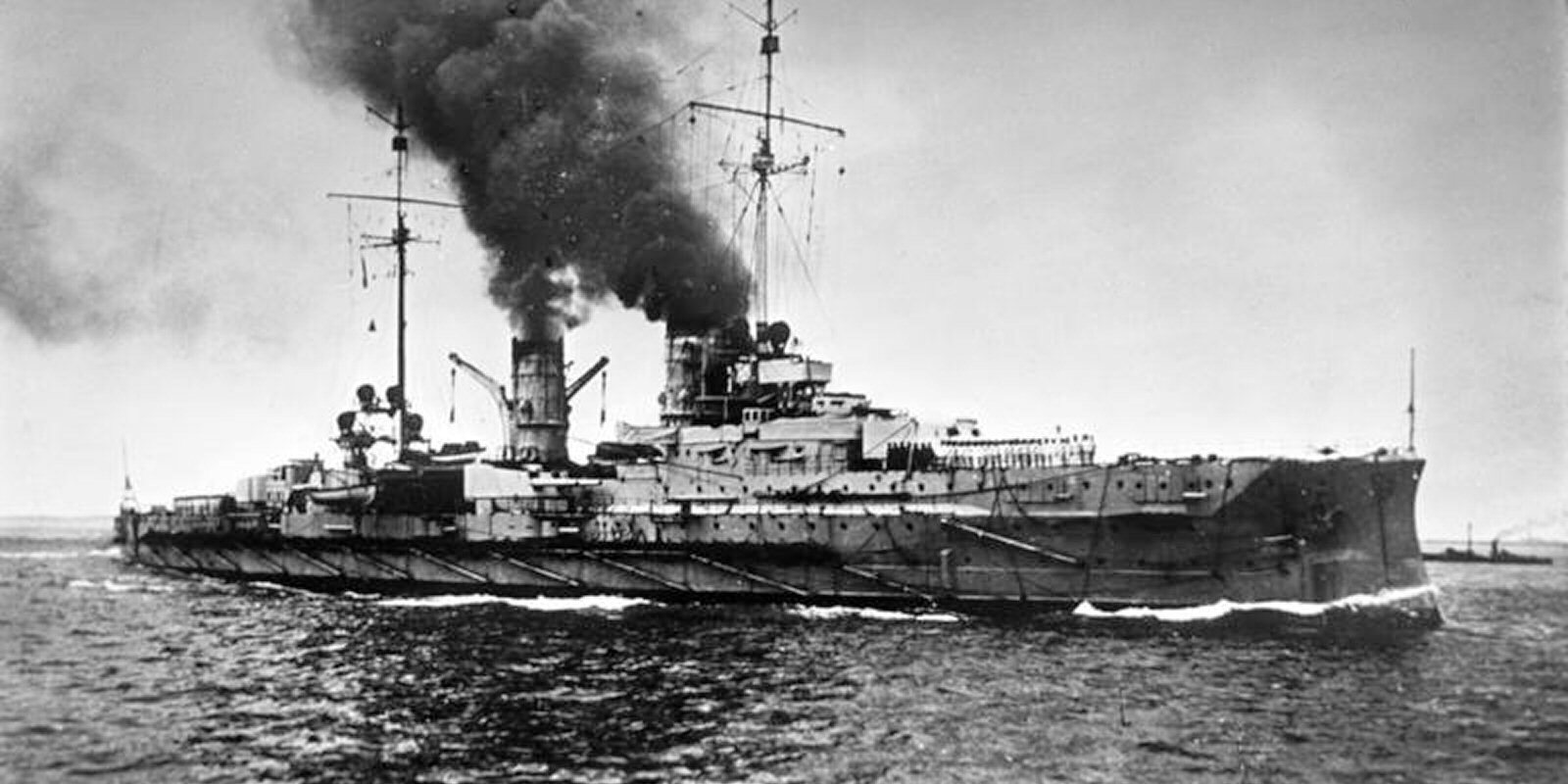
O SMS Blücher em 1912

O projeto do Blücher foi elaborado com o objetivo de se igualar àquilo que a inteligência alemã acreditava ser as especificações de novos cruzadores blindados sendo construídos pela Marinha Real Britânica, consequentemente o navio era muito maior e mais poderoso que seus predecessores. Entretanto, os navios britânicos eram na verdade os cruzadores blindados da Classe Invincible, um novo tipo de navio muito superior aos cruzadores blindados. Já era muito tarde para alterar o projeto e a construção prosseguiu.
O Blücher serviu de navio-escola de artilharia durante os tempos de paz, mas com o início da Primeira Guerra Mundial foi colocado na principal unidade de reconhecimento da Frota de Alto-Mar junto com os cruzadores de batalha. Ele participou do bombardeio litorâneo da cidade britânica de Yarmouth em novembro e no mês seguinte de outro contra Scarborough, Hartlepool e Whitby. Em janeiro de 1915 partiu de uma operação para tentar interceptar embarcações britânicas no Mar do Norte, resultando na Batalha de Dogger Bank. Nesta, foi alvejado por cruzadores de batalha britânicos e teve sua velocidade reduzida, ficando para trás e afundando depois de ser alvejado e torpedeado várias vezes.
| Navio       | Armas principais | Deslocamento | Propulsão                                      | Serviço           | Serviço       | Serviço         | Serviço          |
| Navio       | Armas principais | Deslocamento | Propulsão                                      | Batimento         | Lançamento    | Comissionamento | Destino          |
| ----------- | ---------------- | ------------ | ---------------------------------------------- | ----------------- | ------------- | --------------- | ---------------- |
| SMS Blücher | 12 × 210 mm      | 17 500 t     | 3 motores de tripla-expansão; 24 nós (44 km/h) | fevereiro de 1907 | abril de 1908 | outubro de 1909 | Afundado em 1915 |

### Citações
1. ↑  Campbell & Sieche 1986, p. 142.
2. ↑  Hildebrand, Röhr & Steinmetz 1993a, pp. 166–173.
3. 1 2 3 4 5  Gröner 1990, p. 49.
4. ↑  Gröner 1990, p. 48.
5. ↑  Gröner 1990, pp. 48–49.
6. ↑  Lyon 1979, p. 254.
7. ↑  Hildebrand, Röhr & Steinmetz 1993b, pp. 46–47.
8. 1 2  Dodson 2016, p. 56.
9. ↑  Herwig 1998, p. 28.
10. ↑  Hildebrand, Röhr & Steinmetz 1993b, pp. 47–50.
11. 1 2 3 4  Gröner 1990, p. 50.
12. 1 2 3  Lyon 1979, p. 255.
13. ↑  Dodson 2016, p. 58.
14. ↑  Hildebrand, Röhr & Steinmetz 1903b, p. 35.
15. ↑  Hildebrand, Röhr & Steinmetz 1993a, pp. 115–120.
16. ↑  Hildebrand, Röhr & Steinmetz 1903b, pp. 36–39.
17. ↑  Gröner 1990, pp. 50–51.
18. ↑  Dodson 2016, pp. 58–59, 66.
19. 1 2 3 4  Gröner 1990, p. 51.
20. ↑  Hildebrand, Röhr & Steinmetz 1993b, p. 81.
21. ↑  Hildebrand, Röhr & Steinmetz 1993c, pp. 122–123.
22. ↑  Hildebrand, Röhr & Steinmetz 1993c, pp. 123–124.
23. ↑  Hildebrand, Röhr & Steinmetz 1993b, pp. 80–82.
24. 1 2 3 4 5  Gröner 1990, p. 52.
25. ↑  Dodson 2016, pp. 67–68.
26. ↑  Hildebrand, Röhr & Steinmetz 1993b, pp. 106–112.
27. ↑  Hildebrand, Röhr & Steinmetz 1993a, pp. 211–213.
28. ↑  Lyon 1979, p. 256.
29. ↑  Herwig 1998, p. 45.
30. ↑  Campbell & Sieche 1986, p. 134.
31. ↑  Staff 2006, pp. 3–4.
32. 1 2 3 4 5  Gröner 1990, p. 53.
33. ↑  Tarrant 2001, pp. 30–31.
34. ↑  Tarrant 2001, pp. 36–42.